# Manashid
Manashid (azerbajdzjanska: Mənəşli, armeniska: Մենաշեն, Menashen, azerbajdzjanska: Manaşid, armeniska: Մանաշիդ) är en ort i Azerbajdzjan.   Den ligger i distriktet Goranboj, i den centrala delen av landet, 290 km väster om huvudstaden Baku. Manashid ligger 1 341 meter över havet och antalet invånare är 298.
Terrängen runt Manashid är lite bergig. Närmaste större samhälle är Yelenendorf, 19,2 km nordväst om Manashid. 
Trakten runt Manashid består till största delen av jordbruksmark. Runt Manashid är det ganska glesbefolkat, med 43 invånare per kvadratkilometer.